# Zbigniew Mierzwa
Zbigniew Mierzwa (ur. 14 czerwca 1955 w Gaci) – polski polityk, samorządowiec, rolnik, poseł na Sejm X, I i II kadencji.

## Życiorys
W 1980 ukończył studia na Wydziale Techniki i Energetyki Akademii Rolniczej w Krakowie. Pracował w Spółdzielni Kółek Rolniczych w Gaci. Później był specjalistą ds. melioracji i łąkarstwa w urzędzie gminy Gać. Od 1981 do 1989 pracował jako sekretarz gminnego komitetu Zjednoczonego Stronnictwa Ludowego w Gaci. W latach 1981–1985 zasiadał w zarządzie krajowym Związku Młodzieży Wiejskiej oraz był wiceprzewodniczącym zarządu wojewódzkiego. Od 1981 pełnił też funkcję prezesa zarządu gminnego Ochotniczej Straży Pożarnej w Gaci. W 1982 zajął się prowadzeniem indywidualnego gospodarstwa rolnego.
Był posłem X kadencji z ramienia ZSL z okręgu przemyskiego, następnie I i II kadencji wybranym w okręgach krośnieńsko-przemyskim i przemyskim z listy Polskiego Stronnictwa Ludowego. Pracował następnie w Agencji Restrukturyzacji i Modernizacji Rolnictwa (m.in. jako wicedyrektor oddziału regionalnego). W latach 2002–2006 był radnym i starostą powiatu przeworskiego. W 2005 bez powodzenia kandydował ponownie do Sejmu.
W latach 90. był wiceprezesem NKW PSL, zasiadał we władzach krajowych tej partii.

## Odznaczenia
- Krzyż Kawalerski Orderu Odrodzenia Polski (1999)[1]
- Brązowy Krzyż Zasługi (1986)
- Odznaka „Zasłużony Działacz Spółdzielczości” (1988)
- Złota Odznaka Związku Młodzieży Wiejskiej (1986)